# Belonuchus colon
Belonuchus colon (лат.) — вид жуков-стафилинид рода Belonuchus из подсемейства Staphylininae. Мексика.

## Описание
Коротконадкрылые хищные жуки, длина тела около 1 см: у самцов 11,0-13,4 мм, у самок 10,0-12,2 мм. Форма тела удлинённая, слегка сплюснутая. Чёрная окраска на голове, почти весь пятый видимый сегмент брюшка (кроме его передней границы), шестой и генитальный сегменты. Остальное тело красноватое. Глаза немного длиннее 0,5 боковой длины головы, слегка выпуклые. 4-й антенномер слабо удлинённый, 5-й равен по длине своей ширине, 6-10-й поперечные. Длина мандибул у самцов в 1,52 раза длиннее головы (от 1,11 до 1,79), у самок мандибулы почти равны голове (соотношение 0,98, от 0,93 до 1,04); мандибулы с микроскульптурой в виде волнистых линий у основания; с двумя хорошо расставленными зубцами (базальным и средним), средний зубец расположен немного раньше половины длины жвалы, зубцы среднего или мелкого размера; челюстной канал с наружным краем, широко отделенным от внутреннего в основании, внутренний край килеват от основания мандибулы до уровня среднего зубца.

## Таксономия
Вид был впервые описан в 1885 году британским энтомологом Дэвидом Шарпом (1840—1922) под названием Philonthus colon Sharp, 1885, а его валидный статус подтверждён в ходе ревизии, проведённой в 2022 году мексиканскими энтомологами Хуаном Маркесом (Juan Márquez) и Джульетой Асиайн (Julieta Asiain; Laboratorio de Sistemática Animal, Centro de Investigaciones Biológicas, Universidad Autónoma del Estado de Hidalgo, Hidalgo, Идальго, Мексика), по типовым материалам из Мексики. Сходен с видами группы Belonuchus trochanterinus. Belonuchus colon — единственный вид из группы trochanterinus и любого мексиканского представителя рода Belonuchus с преимущественно красноватым телом, за исключением головы, шеи и двух последних видимых сегментов брюшка (кроме передней границы пятого), которые чёрные. Форма крючьев задних ног самцов, брюшных грифельков, прегенитального и генитального стернитов, а также эдеагуса усиливают их обособленность от любых других видов.